# 태양의 연인들
《태양의 연인들》는 1969년 8월 9일 MBC에서 방영되었던 개국 특집 드라마다.

## 줄거리
젊은 세대의 활동과 생활을 발랄 코믹하게 묘사하여 밝고 건강한 내일을 그렸다.

## 등장 인물
- 백일섭
- 김혜자
- 박근형
- 김관수
- 민충남
- 이도련

## 참고 사항
- 이 드라마는 개국 본 프로그램에 앞서 방영되었으며, MBC 탤런트 1기생 전원이 엑스트라로 출연했다.[2]

- MBC 공채 1기 탤런트 (남 15명, 여 15명 / 총 30명)
  - 남자 : 박광남, 조경환, 임문수, 최명부, 박은수, 임현식, 이도련, 이성주, 안홍기, 조정일, 김광희, 이혁진, 박상조, 민충남
  - 여자 : 김애경, 지영희, 이영희, 이순옥, 유성희, 홍성자, 정영림, 김희정, 옥민헌, 서권순, 노은숙, 허인순, 안영애, 이병숙